# Иоран
Иора́н Кауэ́ Далмо́ро, либо просто Иоран (порт.-браз. Hyoran Kauê Dalmoro; 8 марта 1993, Шапеко, штат Санта-Катарина) — бразильский футболист, полузащитник клуба «Интернасьонал».

## Биография
Иоран был назван в честь Йохана Кройффа, несмотря на разницу в написании — буква r в Hyoran звучит как ʁ, то есть на слух воспринимается как «Иохан» или «Йохан». Это имя выбрал отец мальчика, которому очень понравилась игра сборной Нидерландов, занявшей второе место на чемпионате мира 1974 года.
С шести лет начал заниматься мини-футболом. В 2007 году переехал в Куритибу, где поступил в академию сначала «Параны», а чуть позже — «Коритибы». С 2008 по 2012 год занимался в молодёжной академии «Коринтианса». В 2012 году занял с командой до 20 лет третье место в молодёжном Кубке Либертадорес, прошедшем в Перу. В том же году, в марте-апреле, Иоран на правах аренды выступал за «Фламенго» из Гуарульюса — это был первый опыт игры во взрослом футболе для полузащитника, в серии A3 Лиги Паулисты.
В 2013 году перешёл в «Шапекоэнсе», что позволило игроку вернуться домой к семье. В том году «Шапе» завоевал путёвку в Серию A чемпионата Бразилии. 7 сентября 2014 года полузащитник дебютировал на высшем уровне в профессиональном футболе, выйдя на замену в конце матча Серии A с «Гоясом» (0:0). Иоран сыграл ещё в трёх матчах до конца первенства.
В следующие сезоны Иоран качественно прибавил в игре. В 2015 году он провёл 38 матчей в чемпионате страны, штата и Кубке Бразилии. В последнем турнире он в трёх матчах забил три гола и ещё один гол забил в Лиге Катариненсе. В 2016 году игрок провёл 36 матчей и забил четыре гола. Конец сезона он пропустил из-за травмы. Иоран стал чемпионом штата Санта-Катарина и дебютировал на международной арене — он сыграл два матча в розыгрыше Южноамериканского кубка. 28 ноября 2016 года большая часть основы «Шапекоэнсе» разбилась при падении самолёта BAe 146 рейса 2933 во время полёта из Санта-Круса (Боливия) в Медельин (Колумбия) на первую игру финала ЮАК. Из-за травмы Иоран не участвовал в поздних стадиях турнира, в том числе по этой причине он не полетел с командой на финальную игру. Позже КОНМЕБОЛ присудила победу в турнире «Шапекоэнсе».
Будучи травмированным, 9 ноября 2016 года Иоран подписал контракт с «Палмейрасом», и с января 2017 года официально стал игроком этой команды. За новую команду игрок дебютировал 29 марта в гостевом матче Лиги Паулисты против «Понте-Преты», который завершился поражением «зелёных» 0:1.
С 2020 года выступает за «Атлетико Минейро» — сначала на правах аренды, а в начале 2021 года подписал полноценный контракт. Вместе с «галос» выиграл два чемпионата штата, а в 2021 году — чемпионат и Кубок Бразилии.
В начале 2022 года Иоран был отдан в аренду в «Ред Булл Брагантино».

## Титулы и достижения
- Чемпион штата Минас-Жерайс (2): 2020, 2021
- Чемпион штата Санта-Катарина (1): 2016
- Чемпион Бразилии (2): 2018, 2021
- Чемпион Кубка Бразилии (1): 2021
- Обладатель Южноамериканского кубка (1): 2016